# Комсомольское сельское поселение (Новониколаевский район)
Комсомо́льское се́льское посе́ление — муниципальное образование в составе Новониколаевского района Волгоградской области.
Административный центр — посёлок Комсомольский.

## История
Комсомольское сельское поселение образовано 22 декабря 2004 года в соответствии с Законом Волгоградской области № 975-ОД.

## Население
| 2010  | 2012  | 2013  | 2014  | 2015  | 2016  | 2017  |
| ----- | ----- | ----- | ----- | ----- | ----- | ----- |
| 1333  | ↘1318 | ↘1292 | ↘1282 | ↘1250 | ↗1252 | ↘1241 |
| 2018  | 2019  | 2020  | 2021  |       |       |       |
| ↘1225 | ↘1194 | ↘1190 | ↘1178 |       |       |       |

## Состав сельского поселения
| № | Населённый пункт | Тип населённого пункта          | Население |
| - | ---------------- | ------------------------------- | --------- |
| 1 | Клеевский        | хутор                           | 47        |
| 2 | Комсомольский    | посёлок, административный центр | 882       |
| 3 | Лащеновский      | хутор                           | 5         |
| 4 | Новокардаильский | хутор                           | 266       |
| 5 | Ружейниковский   | хутор                           | 133       |